# Cattleya boissieri
Cattleya boissieri là một loài thực vật có hoa trong họ Lan. Loài này được R.Hogg mô tả khoa học đầu tiên năm 1874.